# Hugo Simberg
Hugo Gerhard Simberg (24. juni 1873 i Frederikshamn – 12. juli 1917 i Ähtäri) var en finsk maler, tegner, grafiker og billedhugger. 
Hugo Simberg var privatelev hos Kalevala-maleren Akseli Gallen-Kallela fra 1895 til 1897 og blev stærkt påvirket af symbolismen. Han rejste siden til Kaukasus, USA og flere lande i Europa. Fra 1904 til 1906 malede Simberg sammen med Magnus Enckell flere freskomalerier i Johanneskirken i Tammerfors.
Simberg er kendt for flere symbolske og fantasifulde malerier, deriblandt Dødens have (Kuoleman puutarha) fra 1896, Døden lytter (Kuolema kuuntelee) fra 1897 og Den sårede engel fra 1903, som er blevet et nationalikon i Finland. Motiverne i hans billeder er ofte både vemodige og humoristiske, og den forenklede, naivistiske billedstil kan minde både om de lette, folkelige malerier af den samtidige svenske kunstner Ivar Arosenius og Theodor Kittelsens troldeagtige eventyrillustrationer. Ateneum Kunstmuseum i Helsinki har en stor samling af Hugo Simbergs tegninger, grafik og malerier.
Maleriet Den sårede engel valgtes i 2006 til Vort lands maleri ved en afstemning arrangeret af Ateneum Kunstmuseum.

## Billedgalleri
- Dødens have (Kuoleman puutarha) fra 1896, Ateneum Kunstmuseum.
- Finlands nationalmaleri Den sårede engel (Sårad ängel/Haavoittunut enkeli) fra 1903, Ateneum Kunstmuseum.
- Dele af freskomalerierne, som Hugo Simberg og Magnus Enckell malede i Johanneskirken i Tammerfors 1904-1906